# 투언타인
투언타인 시사(베트남어: Thị xã Thuận Thành / 市社順成)은 베트남 홍강 삼각주 박닌성의 티싸(시사)이다.

## 행정구역
투언타인시사에는 10개 방(坊)과 8개 사(社)가 있다.

### 방
- 안빈 방 (An Bình / 安平)
- 자동 방 (Gia Đông / 嘉東)
- 하만 방 (Hà Mãn / 河滿)
- 호 방 (Hồ / 湖)
- 닌싸 방 (Ninh Xá / 寧舍)
- 송호 방 (Song Hồ / 雙湖)
- 타인크엉 방 (Thanh Khương / 靑姜)
- 짬로 방 (Trạm Lộ / 湛露)
- 찌꽈 방 (Trí Quả / 致果)
- 쑤언럼 방 (Xuân Lâm / 春林)

### 사
- 다이동타인 사 (Đại Đồng Thành / 大同城)
- 딘토 사 (Đình Tổ / 亭祖)
- 화이트엉 사 (Hoài Thượng / 淮上)
- 마오디엔 사 (Mão Điền / 卯田)
- 응이어다오 사 (Nghĩa Đạo / 義道)
- 응우타이 사 (Ngũ Thái / 五泰)
- 응우옛득 사 (Nguyệt Đức / 月德)
- 송레우 사 (Song Liễu / 雙柳)